# 藤沢村 (長野県)
藤沢村（ふじさわむら）は長野県上伊那郡にあった村。現在の伊那市高遠町藤澤にあたる。

## 地理
- 山：鉢伏山、守屋山
- 河川：藤沢川

## 歴史
- 1875年（明治8年）1月23日 - 筑摩県伊那郡台村・北原村・荒町村・水上村・御堂垣外村・片倉村が合併して藤沢村となる。
- 1876年（明治9年）8月21日 - 長野県の所属となる。
- 1879年（明治12年）1月4日 - 郡区町村編制法の施行により上伊那郡の所属となる。
- 1889年（明治22年）4月1日 - 町村制の施行により、藤沢村が単独で自治体を形成。
- 1958年（昭和33年）4月1日 - 高遠町に編入。同日藤沢村廃止。
- 2006年（平成18年）3月31日 - 高遠町が伊那市・長谷村と合併し、改めて伊那市が発足。